# Вынгапуровский
Вынгапу́ровский — упразднённый рабочий посёлок в Ямало-Ненецком автономном округе России. С 2004 года отдалённый микрорайон города Ноябрьска.

## География
Вынгапуровский расположен в 83 км от центра Ноябрьска, эксклавом которого является данный микрорайон. Со всех остальных сторон граничит с Пуровским районом, с юго-запада также примыкает к Нижневартовскому району соседнего Ханты-Мансийского автономного округа — Югры. Недалеко от Вынгапуровского находится озеро Тягамальто, из которого вытекает река Ампута.

## Население
| 1989 | 2002  |
| ---- | ----- |
| 4241 | ↗6509 |

По данным Всесоюзной переписи населения 1989 года в посёлке проживал 4241 человек, по данным Всероссийской переписи населения 2002 года — 6509 человек, из которых 57 % — русские.

## История
В посёлке имелся Вынгапуровский сельский совет, который был подчинён Ноябрьскому городскому совету.
Законом ЯНАО от 16 декабря 2004 года посёлок Вынгапуровский был упразднён как отдельный населённый пункт и присоединён к городу Ноябрьску, став его отдалённым микрорайоном.
20 мая 2007 года в Вынгапуровском состоялся опрос граждан об отнесении Вынгапуровского к посёлкам городского типа. Но из-за низкой явки избирателей результаты этого опроса в микрорайоне Вынгапуровский города Ноябрьска были признаны недействительными.

## Инфраструктура
В Вынгапуровском есть одна средняя школа, её неофициальный номер по городу — 15, а также два детских сада: «Ягодка» и «Теремок». Работает музыкальная школа, центр детского творчества «Факел», библиотека, Дворец культуры и кино «Русь».

## Транспорт
Микрорайон связан с городом Ноябрьском автодорогой Вынгапуровский — Ноябрьск протяжённостью 92 км. Ежедневные рейсовые автобусы провозят пассажиров в город и обратно.
У берега Пограничного озера расположена вертолётная площадка, которая используется для полётов на дальние месторождения нефти и газа.
Ближайшие железнодорожная станция и аэропорт находятся в Ноябрьске.